# Austrolimnophila (Austrolimnophila) interventa
Austrolimnophila (Austrolimnophila) interventa is een tweevleugelige uit de familie steltmuggen (Limoniidae). De soort komt voor in het Australaziatisch gebied.